# Akenatón y Nefertiti

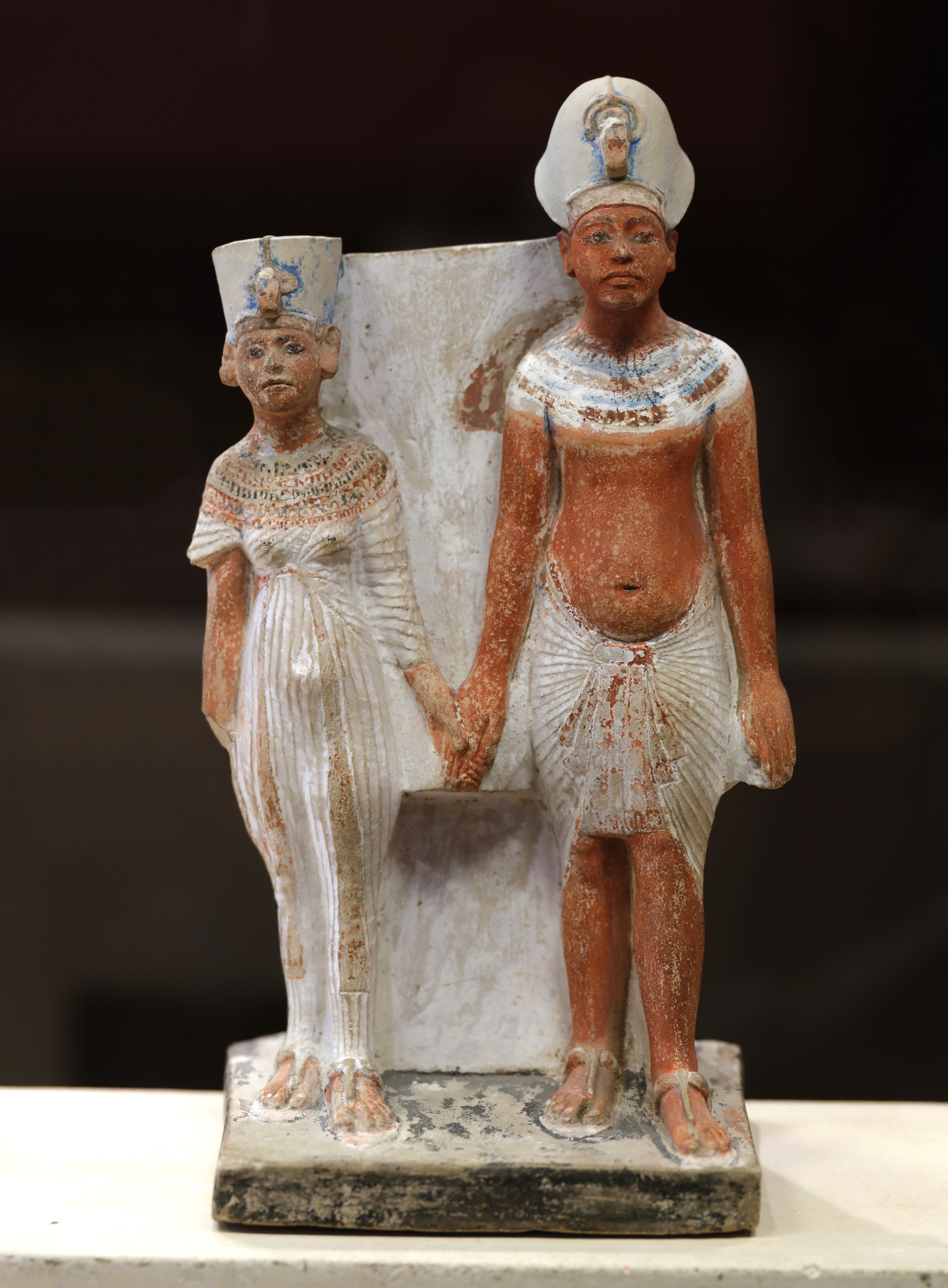
Estatua doble de Akenatón y Nefertiti, Museo del Louvre.

La escultura doble de Akenatón y Nefertiti es una pieza en piedra caliza policromada de 22,20 cm de altura x 12,30 cm de anchura, que representa al faraón Akenatón con su esposa la reina Nefertiti, de pie, tomados de la mano y mirando al frente, destinada a un altar privado en la ciudad de Aketatón (Amarna).

## Descripción
Representa al faraón Akenatón con su esposa la reina Nefertiti, de pie, tomados de la mano y mirando al frente.   
Aparecen a la moda de la nobleza del momento, vestidos de fino lino blanco plisado, ella con el largo y ceñido vestido femenino, él con el faldellín corto masculino, sandalias, los anchos collares ceremoniales y sus coronas azules habituales con el ureo real, Akenatón luce la corona jepresh y Nefertiti la suya característica, alta, trapezoidal y plana. La convención artística egipcia presentaba a los hombres con la piel rojiza, simbolizando su trabajo en el exterior, bronceándose al sol, y la de las mujeres en tonos amarillentos, indicando su trabajo en el interior, a la sombra en el hogar, pero aquí el tono es muy parecido, con el de ella apenas un poco más claro. 
Es un tipo de escultura habitual en el arte egipcio desde el Imperio Antiguo para mostrar matrimonios, pero aquí se sigue el novedoso canon del arte amarniano: cuello largo, hombros estrechos y redondeados, pecho, vientre, caderas y muslos prominentes tanto en las figuras femeninas como en las masculinas. El rey era la encarnación del dios Atón, que no era antropomórfico, solo representado por el mismo disco solar dador de vida, y considerado por tanto andrógino. De ahí que las figuras bendecidas por él combinen elementos de ambos géneros.
Detrás de las figuras, en la placa lisa, dos columnas de jeroglíficos pintados en negro con los nombres del dios, el rey y la reina en cartuchos. Detrás del rey se lee: "Que viva el Sol, gobernante del horizonte, quien se regocija en el horizonte con la luz que procede del disco Atón, que viva para siempre, el rey del Alto y el Bajo Egipto, Neferjeperura-Uenra, que viva". Detrás de la reina se lee lo mismo, pero terminado "la gran esposa real Neferneferuatón-Nefertiti, que viva por los siglos de los siglos".

## Significado y función

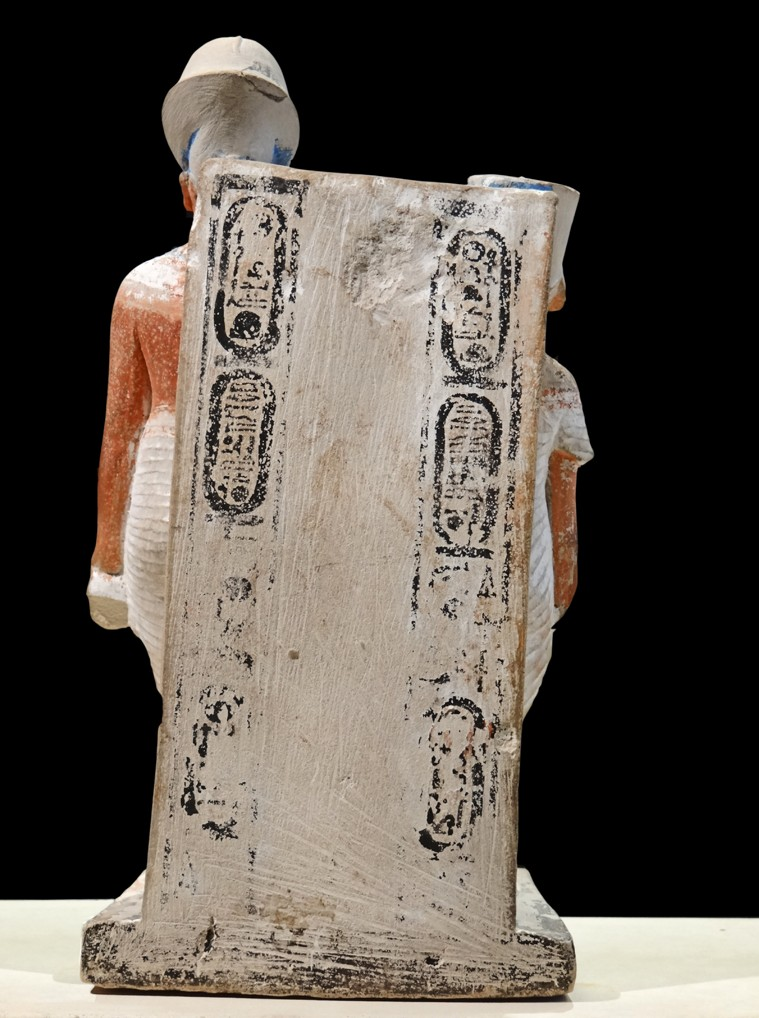
Parte posterior de la estatuilla, con los jeroglíficos pintados.

El sol invisible, representado por el disco solar, tenía como encarnación terrestre a Akenatón. En las excavaciones de Amarna, se hallaron numerosas estelas y estatuillas representando a la pareja real en casas particulares. La mayoría contaban con un pequeño altar en la entrada, para el culto doméstico, ante el cual la familia ofrecía así ofrendas a los reyes, únicos intermediarios posibles ante el dios único.
Este tipo de pequeñas estelas y figuras no aparece hasta el noveno año del rey, lo que facilita la datación; se siguieron fabricando hasta su muerte.